# Chrysocharis paradoxa
Chrysocharis paradoxa är en stekelart som beskrevs av Christer Hansson 1985. Chrysocharis paradoxa ingår i släktet Chrysocharis och familjen finglanssteklar. Arten är reproducerande i Sverige. Inga underarter finns listade i Catalogue of Life.